# Technomyrmex aberrans
Technomyrmex aberrans é uma espécie de formiga do gênero Technomyrmex.